# Senzō Yoshioka
Pour les articles homonymes, voir Yoshioka (homonymie).
Senzō Yoshioka (吉岡 専造, Yoshioka Senzō), né en 1916 et mort en 2005, est un photographe japonais, lauréat de l'édition 2003 du prix de la Société de photographie du Japon dans la catégorie « contributions remarquables ».